# عائلة ماديا الكبيرة السعيدة
عائلة ماديا الكبيرة السعيدة (بالإنجليزية: Madea's Big Happy Family)‏ هو فيلم كوميدي أمريكي عام 2011 يعتمد على مسرحية تايلر بيري لعام 2010 التي تحمل نفس الاسم والفيلم الحادي عشر في سلسلة أفلام تايلر بيري، والخامس في امتياز ماديا.

## روابط خارجية
- عائلة ماديا الكبيرة السعيدة على موقع IMDb (الإنجليزية)
- عائلة ماديا الكبيرة السعيدة على موقع ميتاكريتيك (الإنجليزية)
- عائلة ماديا الكبيرة السعيدة على موقع روتن توميتوز (الإنجليزية)
- عائلة ماديا الكبيرة السعيدة على موقع نتفليكس (الإنجليزية)
- عائلة ماديا الكبيرة السعيدة على موقع قاعدة بيانات الأفلام العربية
- عائلة ماديا الكبيرة السعيدة على موقع أول موفي (الإنجليزية)
- عائلة ماديا الكبيرة السعيدة على موقع بوكس أوفيس موجو (الإنجليزية)
- عائلة ماديا الكبيرة السعيدة على موقع قاعدة بيانات الفيلم (الإنجليزية)
- عائلة ماديا الكبيرة السعيدة على موقع ليتربوكسد (الإنجليزية)
- عائلة ماديا الكبيرة السعيدة على موقع كينوبويسك (الروسية)